# マンハッタン距離

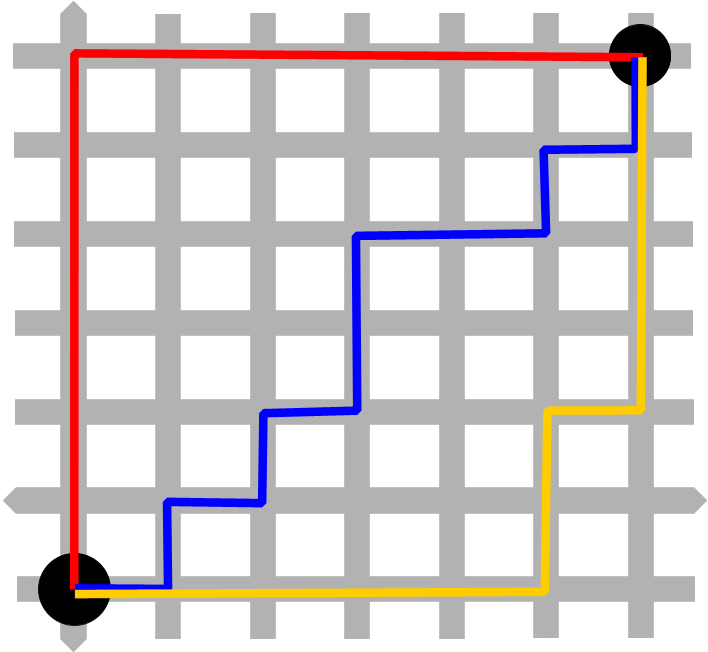
マンハッタン距離の例：どの色のコースを辿っても同じ距離が決まっている

マンハッタン距離（マンハッタンきょり、Manhattan distance）またはL1-距離は、幾何学における距離概念の一つ。各座標の差（の絶対値）の総和を2点間の距離とする。
ユークリッド幾何学における通常の距離（ユークリッド距離）に代わり、この距離概念を用いた幾何学はタクシー幾何学 (taxicab geometry) と呼ばれる。19世紀にヘルマン・ミンコフスキーによって考案された。 

## 定義
より形式的には、2点間の距離を直交する座標軸に沿って測定することで一般の {\displaystyle n} 次元空間においてマンハッタン距離 {\displaystyle d_{1}} が定義される。
{\displaystyle d_{1}({\boldsymbol {x}},{\boldsymbol {y}}):=\textstyle \sum \limits _{k=1}^{n}|x_{k}-y_{k}|.}
ただし、{\displaystyle {\boldsymbol {x}}:=(x_{1},x_{2},\cdots ,x_{n})}, {\displaystyle {\boldsymbol {y}}:=(y_{1},y_{2},\cdots ,y_{n})} とおいた。例えば、平面上において座標 {\displaystyle (x_{1},y_{1})} に置かれた点 {\displaystyle P_{1}} と、座標 {\displaystyle (x_{2},y_{2})} に置かれた点 {\displaystyle P_{2}} 間のマンハッタン距離は
{\displaystyle |x_{1}-x_{2}|+|y_{1}-y_{2}|}
となる。

## 例
マンハッタン距離は、都市ブロック距離（city block distance, 市街地距離）としても知られている。マンハッタン距離の名は、マンハッタンのような正方形のブロックに区分された都市で、自動車が運転される距離に由来する。ある角から東に 3 ブロック、北に 6 ブロックの位置にある角まで移動するには、いかなる経路を辿っても最低 9 ブロックを通過せねばならない。
チェスでは、ルークにとってのマス間の距離はマンハッタン距離によって測られる（キング・クイーンやビショップはチェビシェフ距離を用いる）。